# Jacques Gaillot
Jacques Gaillot, conegut també com a Monsenyor Gaillot o el Bisbe Roig (Saint-Dizier (Alt Marne), 11 de setembre de 1933 - París, 12 d'abril de 2023), va ser un religiós catòlic francès, que fou bisbe residencial de la diòcesi normanda d'Évreux des del 1982 fins que en fou destituït per la Santa Seu i destinat a la diòcesi titular de Partènia el 1995, des d'on va seguir defensant el seu pensament heterodox. Monsenyor Gaillot va destacar pel seu activisme en favor de diverses causes socials, com ara l'ús del preservatiu contra la sida, el matrimoni de sacerdots catòlics, els drets dels homosexuals i el pacifisme, totes elles motiu de controvèrsies amb la conservadora jerarquia catòlica.

## Bisbe d'Évreux
Gaillot fou nomenat bisde d'Évreux el 1982, i de seguida va destacar amb els seus posicionaments en defensa de l'objecció de consciència i en contra de la proliferació de l'armament nuclear. Per donar suport a la primera Intifada palestina, es reuní amb Iàssir Arafat al seu exili de Tunis, el 1985. El 1987 viatjà a Sud-àfrica per manifestar-se contra el règim de l'apartheid. El 1991 declarà amb una carta oberta llur oposició a la Guerra del Golf.
El seu pensament a favor de la integració dels immigrants, i sobre tot el fet que l'expressés en el seu llibre Coup de gueule contre l'exclusion, on criticava la política del ministre de l'Interior Charles Pasqua, serví d'excusa, junt amb les nombroses discrepàncies amb les posicions tradicionals de la jerarquia catòlica, perquè la Santa Seu en forcés la destitució i el "trasllat" a la diòcesi titular de Partènia el 1995, una decisió que els seus partidaris van interpretar lògicament com un càstig per la seva dissidència.

## Bisbe de Partènia
Aleshores, monsenyor Gaillot anomenà la seva nova diòcesi de Partenia "diòcesi sense fronteres" que havia tornat a la vida mercès a internet, creà una pàgina web amb aquest mateix nom i, fins al 2009, es va estar comunicant amb tot el món des de casa seva, a París. La pàgina web, escrita en diversos idiomes, era visitada mensualment per gairebé 65.000 persones. Publicava regularment articles del bisbe i d'altres autors sobre qüestions socials, com ara la situació dels migrants, i cartes dels lectors.
De fet, l'activisme de Jacques Gaillot es multiplicà a internet en favor de les persones mes desafavorides, en col·laboració amb l'abat Pierre, Henri Grouès, per causes com la integració dels immigrants a Europa o la del pacifisme. El 1995 intervingué en una conferència a Detroit de l'organització Call to Action al costat d'altres controvertits teòlegs catòlics com Hans Küng o Thomas Gumbleton. Gaillot també era membre directiu de l'organització francesa Droits devant.
Des del 2013, va publicar regularment els seus articles a l'edició francesa del Huffington post, on es declara obertament a favor del dret a l'eutanàsia i al matrimoni homosexual.
L'1 de setembre de 2015, Jacques Gaillot fou rebut a Roma pel Papa Francesc, cosa que va suposar la seva reconciliació amb l'Església.